# L'altra faccia dello specchio
L'altra faccia dello specchio. Per una storia naturale della conoscenza è un libro di Konrad Lorenz pubblicato per la prima volta in lingua tedesca nel 1973, vale a dire nello stesso anno in cui il padre dell'etologia ricevette il premio Nobel per la medicina.
In questo libro Lorenz sintetizza le proprie idee filosofiche: l'evoluzione è vista come un processo diretto verso una sempre maggiore consapevolezza del mondo. Dimostra inoltre come, dall'organismo più semplice al più complesso, l'attività principale degli esseri viventi consiste nella raccolta di informazioni attraverso metodi creati nel corso dell'evoluzione intesa come storia naturale dell'organismo. 
Lo specchio, per Lorenz, è l'essere umano che, con il suo comportamento, riflette ciò che conosce con i sensi. L'altra faccia dello specchio è "l'apparato fisiologico, la cui prestazione consiste nel conoscere il mondo reale" ed il libro tratta proprio della costruzione, attraverso una folgorazione evolutiva, di questo apparato fisiologico e della vita spirituale che ne deriva e che pone in essere una forma di vita mai vista prima nel mondo naturale: la cultura umana.

## Contenuti
- La vita come processo cognitivo:
- La formazione di nuove caratteristiche dei sistemi:
- Gli strati dell'essere reale:
- I processi dell'acquisizione di informazioni a breve termine:
- Modificazioni teleonomiche del comportamento:
- Il messaggio di ritorno del successo e l'addestramento attraverso il premio:
- Le radici del pensiero concettuale:
- Lo spirito umano:
- La cultura come sistema vivente:
- I fattori che preservano l'invarianza della cultura:
- Le prestazioni che servono a demolire l'invarianza culturale:
- Formazione dei simboli e linguaggio:
- La non programmazione dell'evoluzione culturale:
- L'oscillazione della prestazione cognitiva:
- L'altra faccia dello specchio:

## Edizioni
- L'altra faccia dello specchio. Per una storia naturale della conoscenza, trad. di Claudia Beltramo Ceppi
  - Adelphi ("Saggi" n. 10), Milano, 1974
  - Bompiani ("Tascabili" n. 276), Milano, 1982
  - Adelphi ("gli Adelphi" n. 24), Milano, 1991